# Bob Eggleton
Bob Eggleton (1960. szeptember 13. –) amerikai sci-fi, fantasy, horror illusztrátor és festő.
Nyolcszor nyerte el a Legjobb képzőművész kategóriában a Hugo-díjat, először 1994-ben, 1999-ben pedig Chesley-díjat nyert. Készített borítóképeket, képein űrhajó, idegenek, sárkányok és más lények szerepelnek. Űrhajói gyakran organikusnak látszanak. Kedveli a dinoszauruszokat és a sárkányokat. 
Rajongása az űrutazás iránt pedig gyerekkorából ered, apjával sokat jártak űrhajós és repülős múzeumba.
Eggleton nagy Godzilla fan, kreatív konzultánsként részt vett az 1998-as Godzilla film elkészítésében.
A 13562 Bobeggleton nevű aszteroidát az ő tiszteletére nevezték el.

## Albumok
- The Book of Sea Monsters (1998)
- Alien Horizons (2000)
- Greetings from Earth (2000)
- Dragonhenge (2002)
- The Star Dragons (2004)

## Magyarul
- Jar Jar, vigyázz! Star wars I. rész; szöveg Kerry Milliron, rajz Bob Eggleton, ford. Tóth Tamás; Egmont, Bp., 1999

## Külső hivatkozások
- Bob Eggleton honlapja Archiválva 2018. július 30-i dátummal a Wayback Machine-ben